# گوگل پلاس
گوگل + (به انگلیسی: Google +‎) (در برخی منابع فارسی به‌گونهٔ گوگل پلاس (Google Plus) نیز نوشته می‌شود.) سرویس شبکهٔ اجتماعی گوگل بود. گوگل + به‌عنوان لایه‌ای که خدمات اجتماعی مختلف گوگل از جمله گوگل پروفایل و گوگل باز را در خود ادغام می‌کرد، امکانات جدید (امکاناتی که در زمان فعال بودنش جدید بودند) بسیاری از جمله حلقه‌ها، پاتوق‌ها، جرقه‌ها، و تجمّع‌ها را نیز ارائه می‌کرد. گوگل + بزرگترین تلاش گوگل برای رقابت با شبکهٔ اجتماعی فیس‌بوک بود که بیش از ۸۰۰ میلیون کاربر داشت.
این سرویس در ۲۸ ژوئن ۲۰۱۱ به‌طور آزمایشی آغاز به کار کرد که در این مرحلهٔ آغازین کاربران صرفاً از طریق دعوت‌نامه از جانب دیگر اعضا قادر به عضو شدن در این شبکه بودند. به گفتهٔ سازندگان در حالی که فیس‌بوک با اتّهاماتی نظیر نقض حریم کاربران روبه‌رو بود (و هست)، گوگل پلاس با استفاده از قابلیت‌های خود این امکان را به کاربران می‌داد تا بر روی اطّلاعاتی که قصد اشتراک گذاشتن آن‌ها را با دیگران دارند اشراف کامل داشته باشند. این سرویس شبکه اجتماعی در ۲ آوریل ۲۰۱۹ به کار خود پایان داد. گوگل همچنان از آخرین نسخه پلتفرم تحت عنوان گوگل کورنت (Google Current) برای مشتریان شرکتی خود استفاده می‌کند.

## خصوصیّات
ویک گاندورتا (Vic Gundotra)، یکی از مدیران ارشد گوگل، که در شبکه‌های اجتماعی و وب. ۲ تخصّص دارد، مدیر تیمی بوده‌است که یک سال و نیم بر روی پروژهٔ گوگل پلاس کار کرد. او می‌گفت: «اشتراک‌گذاری آنلاین نیاز جدّی به بازبینی و خلق شیوه‌های تازه دارد. زمان تغییر شیوه‌های فعلیِ به‌اشتراک‌گذاری، که چندان کارآمد نیست، فرارسیده و گوگل پلاس اوّلین گام عملیِ جدّیِ ما برای اِعمال این تغییرات است.»

## امکانات
از جمله امکانات گوگل‌پلاس می‌توان به موارد زیر اشاره کرد:
- دایره‌ها (Circles): برای گروه‌های مختلف دوستان
- جرقه‌ها (Sparks): برای جستجوی تخصصی
- پاتوق‌ها (Hangouts): برای چت تصویری و تماشای ویدئویی
- اجتماع (Huddle): که در واقع امکان تله‌کنفرانس است
- موبایل (Mobile): برای استفاده از قابلیت‌های موبایل‌ها نظیر پیام، دوربین و جی پی پی است.

مدیران این پروژه در بیانیه معرفی این محصول گفته‌اند که این شبکه اجتماعی نمی‌خواهد تنها جایی برای به اشتراک گذاشتن عکس و مطلب باشد و قصد دارد با توجه به عادات وب‌گردی هر کاربر و جستجوهای او در موتور جستجوگر گوگل، لینک‌ها و صفحه‌هایی را که برای کاربر جذاب است به او معرفی و پیشنهاد کند.

## گوگل پلاس و کاربران

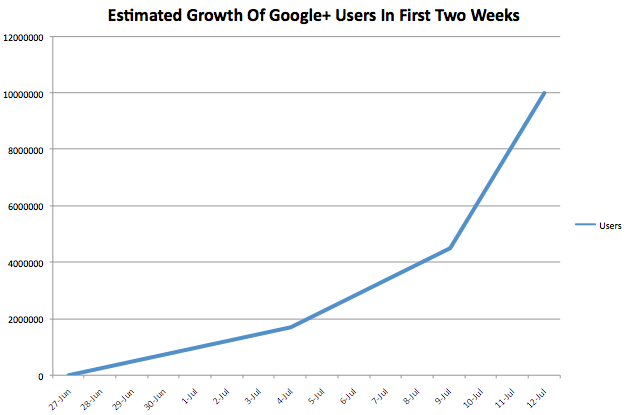
نمودار پیشرفت کاربران گوگل + در دو هفتهٔ نخست

در چهار ماه ابتدایی عرضه گوگل پلاس، ۴۰ میلیون کاربر در آن عضو شدند. رسیدن به این تعداد کاربر در طول چهار ماه، آماری خیره‌کننده برای هر وب سایت اجتماعی است. اگرچه شروع گوگل پلاس بسیار خوب بوده، اما نباید فراموش کرد که رقیب آن یعنی فیس بوک، در حال حاضر بیش از ۱ میلیارد کاربر دارد. البته آمارهای ارائه شده از سوی منابع مختلف تا حدودی متفاوت بوده‌است؛ آمارها دروغ می‌گویند. به هر حال، مشخص است که فیس بوک با فاصله بسیار زیاد، از گوگل پلاس پیش تر است.
برای آنکه گوگل بتواند کاربران بیشتری برای گوگل پلاس جذب کند باید سرویس‌های دیگر خود را که اکنون کاربران زیادی هم دارند در این سرویس جدید خود وارد کند. نکته مهم در مورد این سرویس‌ها این است که مانند گوگل باز با مشکل حفظ حریم شخصی و اطلاعات فردی کاربران مواجه نیستند و موقعیت خوبی در میان کاربران اینترنتی دارند.
اینکه گوگل چگونه می‌توانست به این سمت حرکت کند و سرویس‌هایی مانند یوتیوب و جی میل را درگوگل پلاس وارد کند تعیین‌کننده میزان موفقیت آن در جذب کاربر بیشتر و در نتیجه رقابت نزدیک تر با فیس بوک می‌شد. استفاده از سرویس‌های دیگر گوگل، می‌توانست گوگل پلاس را از نظر امکانات و قابلیت‌ها بالاتر از فیس بوک قرار بدهد.
البته این در صورتی است که کاربران گوگل پلاس تلاش کنند.

## آخرین آمار گوگل پلاس[۱]
لری پیج مدیر عامل و یکی از بنیان‌گذاران گوگل اعلام کرد تعداد کاربران گوگل پلاس در پایان سال میلادی ۲۰۱۱ به ۹۰ میلیون نفر رسیده‌است.

## فیلترینگ در ایران
وبگاه گوگل پلاس در ۲۰ تیر ۱۳۹۰ در حالی که چند روز از راه‌اندازی آن نگذشته بود در ایران فیلتر و از دسترس کاربران جهان ایرانی خارج شد.

## فیلترینگ دوم در ایران
گوگل پلاس دوباره در اواخر پاییز سال ۱۳۹۱ برای کاربران ایرانی به صورت عادی از دسترس خارج شد و دسترسی به این سایت فقط از طریق استفاده از نرم‌افزارهای فیلتر شکن امکان‌پذیر بود.

## تعطیلی
گوگل پلاس در فروردین سال ۱۳۹۸ فرایند حذف کاربران گوگل پلاس را شروع کرد، در سال ۲۰۱۸، گوگل اعتراف کرد باگ‌های موجود در گوگل‌پلاس باعث شده‌اند اطلاعات شخصی حداکثر ۵۲ میلیون نفر برای توسعه‌دهندگان شخص ثالث دردسترس باشد. دقیقاً همین‌جا بود که گوگل «با خوشحالی» از حقایق اصلی درباره‌ی تعداد کاربران پرده برداشت. در اطلاعیه‌ی گوگل آمده است:
هم‌اکنون کاربران کمی از گوگل‌پلاس استفاده می‌کنند و با آن تعامل دارند؛ ۹۰ درصد از دوره‌های زمانی صرف‌شده‌ی کاربران در گوگل‌پلاس، به کمتر ۵ ثانیه می‌رسد.
 آن دسته از اطلاعات پروفایل که ممکن است افشا شده باشند، شامل نام کاربر، جنسیت، مهارت‌ها، تاریخ تولد، نشانی ایمیل، وضعیت اشتغال و سن هستند . با این حال، باگ مورد بحث، اجازه‌ی دسترسی به اطلاعاتی نظیر داده‌های مالی، شماره‌های شناسایی ملی، گذرواژه‌ها یا اطلاعات مشابهی را که معمولاً برای کلاهبرداری یا جعل هویت به‌کار می‌روند، به توسعه‌دهندگان نمی‌داد.